# Alsószölnök
Alsószölnök (slovinsky Dolnji Senik, německy Unterzemming) je vesnice v Maďarsku, administrativně součást okresu Szentgotthárd v župě Vas. V roce 2011 ve vesnici žilo 373 obyvatel.
Obec se nachází na samé hranici s Rakouskem a 6 km od slovinského území, v širokém údolí řeky Ráby. Řeka je v blízkosti Alsószölnöku také přehrazena. Po vesnici Felsőszölnök je Alsószölnök druhým nejzápadnějším maďarským sídlem. Nejbližším městem je okresní sídlo Szentgotthárd.
Okolí obce je hustě zalesněno (součást národního parku Őrségi).[zdroj?] K hlavním pamětihodnostem obce, která je poprvé historicky zmíněna v roce 1387, patří barokní kostel Panny Marie.